# La tribù del pallone - Sfida agli invincibili
La tribù del pallone - Sfida agli invincibili (Die Wilden Kerle - Alles ist gut solange du wild bist!) è un film del 2003 diretto da Joachim Masannek, autore in prima persona dei libri dai quali è stato tratto e primo adattamento cinematografico di questi ultimi. In Italia il film è andato in onda per la prima volta il 7 luglio 2009 su Sky Cinema 1.

## Trama
Protagonista è una squadra di calcio di ragazzi, soprannominata gli "Scatenati", composta inizialmente da Leo, Marlon (fratello di Leo), Rudy, Josh, Fabi, Juli e Maxi. All'inizio delle vacanze, gli Scatenati si trovano costretti ad affrontare un'altra squadra, gli "Invincibili", guidata da un ragazzo grosso e cattivo di nome Michi Cicciobullo, che si è arrogata il diritto di utilizzare il campetto dove di solito giocano i protagonisti, chiamato da questi ultimi la "Bolgia infernale". Dopo un primo scontro verbale, si danno dieci giorni di tempo per prepararsi ad una sfida, la cui squadra vincitrice avrebbe ottenuto l'utilizzo esclusivo del campo. Gli Scatenati sono però privi di allenatore e decidono di rivolgersi ad un loro amico, Willi, proprietario del chiosco del campetto, che sosteneva di essere stato un calciatore professionista in gioventù. I primi giorni di allenamento sono segnati dall'arrivo di una ragazza, Vanessa, che desidera entrare in squadra, e dall'esclusione dei giocatori meno abili, Rudy e Josh, che andranno ad unirsi agli Invincibili. Rimasti in pochi, gli Scatenati sono costretti a reclutare due nuovi giocatori: Markus e Jojo. A seguito di una sfida ai rigori durante la propria festa di compleanno, anche Vanessa entrerà in squadra. Poco dopo gli Invincibili attaccano Camelot, la casa sull'albero adibita a fortezza degli Scatenati, ma vengono fermati e umiliati da questi ultimi. Nel contempo, Michi rivela che Willi in realtà non era mai stato un calciatore professionista e aveva quindi mentito; i ragazzi, adirati, decidono di mandarlo via rimanendo privi di allenatore.
Durante la partita contro gli Invincibili, alla fine del primo tempo, gli Scatenati stanno seccamente perdendo, così Rudy decide di richiamare Willi per convincerlo ad allenare e motivare nuovamente la squadra. Gli Scatenati riescono a recuperare, ed infine a vincere la partita per 10 a 9 grazie al goal vincente di Rudy.

## Produzione

### Cast
Sia nel film che nella vita reale, gli attori che interpretano Leon e Marlon, cioè rispettivamente Jimi Blue Ochsenknecht e Wilson Gonzalez Ochsenknecht sono fratelli. Il loro padre interpreta il Sig. Maximilian nel film, Uwe Ochsenknecht.
Nel film sono presenti i due figli del regista Joachim Masannek, che interpretano Maxi (Marlon Wessel) e Markus (Leon Wessel-Masannek). I loro nomi reali (Marlon e Leon) sono gli stessi di due personaggi del film e si dice che sia per questo che l'autore abbia scelto questi nomi. Nella versione originale, il personaggio di Raban ha mantenuto lo stesso nome dell'attore che lo ha interpretato (Raban Bieling).

## Film della saga
- La tribù del pallone - Sfida agli invincibili
- La tribù del pallone - Uno stadio per la tribù
- La tribù del pallone - Tutti per uno
- La tribù del pallone - Alla conquista della coppa
- La tribù del pallone - L'ultimo goal
- La tribù del pallone - La leggenda vive

## Colonna sonora
1. Sei wild
2. Es ist geil ein wilder Kerl zu sein
3. Rülps
4. Kids
5. Auf zum Training
6. Ich hasse dich schrecklich
7. Leon
8. Alles vorbei
9. Tag der Entscheidung
10. Wild wie wir
11. Triumph
12. Sei wild (Remix)
13. Versöhnung

La colonna sonora e tutte le canzoni del film sono cantate dai Bananafishbones.